# True Detective
True Detective ist eine US-amerikanische Krimi-Fernsehserie, die seit 2014 erscheint. Es handelt sich um eine Anthologieserie, bei der jede Staffel eine abgeschlossene Geschichte mit anderer Besetzung und an einem anderen Hauptschauplatz erzählt. Stets im Zentrum jeder Staffel steht ein separates Ermittlergespann, das eine Reihe von Morden aufklärt. Schöpfer ihrer 2014, 2015 beziehungsweise 2019 erschienenen ersten drei Staffeln ist Nic Pizzolatto. Die 2024 erschienene vierte Staffel mit dem Untertitel Night Country wurde von Issa López verantwortet, die diese Rolle auch bei der angekündigten fünften Staffel innehat.
Die erste Staffel spielt vorrangig in Louisiana, die zweite in der Peripherie von Los Angeles, die dritte in Arkansas und die vierte im Norden von Alaska. Die Serie erschien auch auf Deutsch und wurde vielfach ausgezeichnet.

## Handlung

### Staffel 1

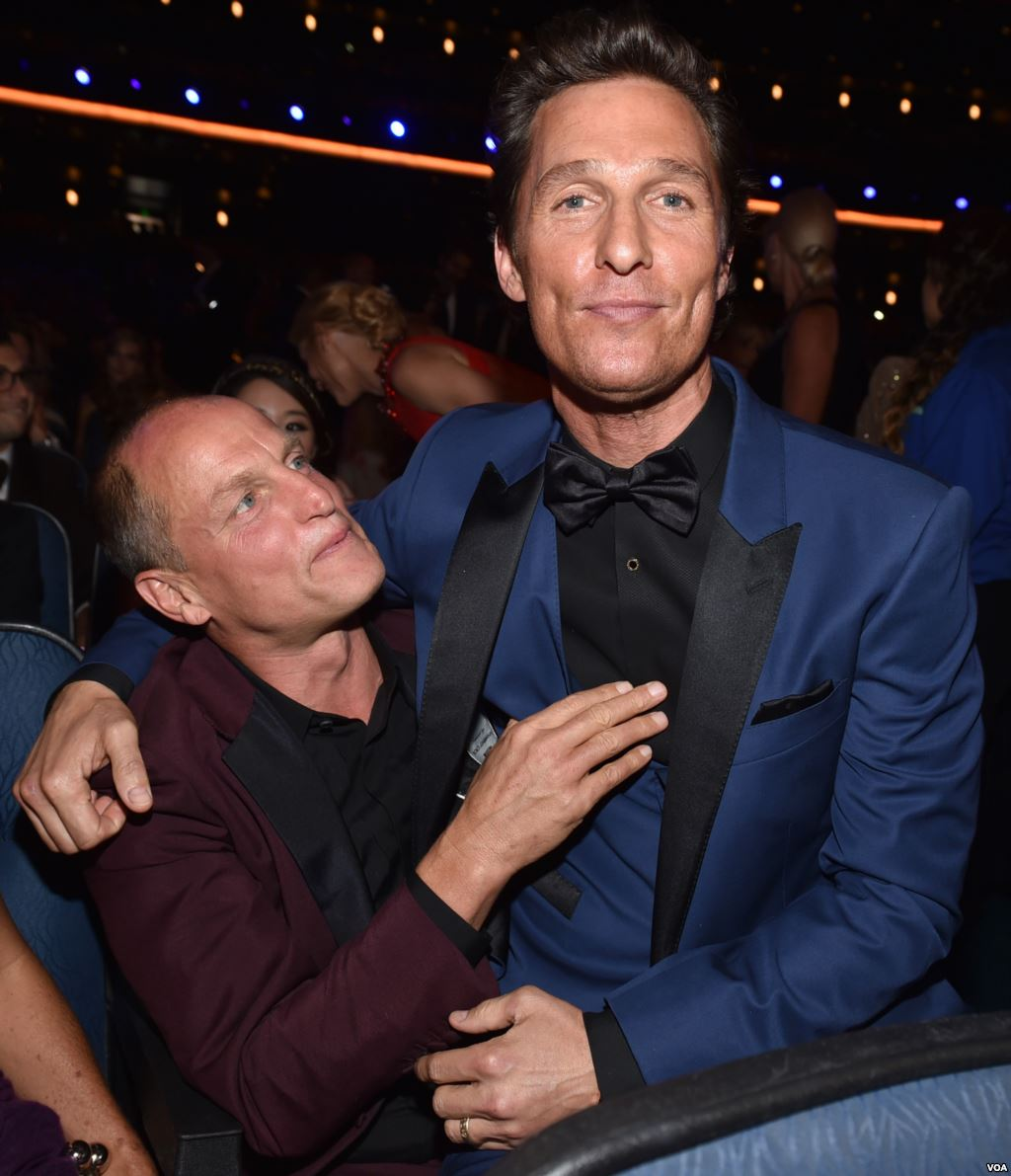
Harrelson (links) und McConaughey bei der Primetime-Emmy-Verleihung 2014.

Die erste Staffel spielt hauptsächlich in den drei Zeitebenen der Jahre 1995, 2002 und 2012:
1995 ermitteln die beiden Detectives Rust Cohle und Marty Hart im Mord an der jungen Frau Dora Lange, deren Leiche nackt und mit einem Geweih versehen auf einem Feld in Louisiana gefunden wurde. Die Ermittlungen führen die beiden ungleichen Mordkommissare ins Drogen- und Prostitutionsmilieu und ins Umfeld einer Religionsgemeinschaft. Dabei verdichtet sich der Verdacht, dass der Mord nur ein Teil einer ganzen Mordserie sein könnte. Im Mittelpunkt steht neben der Arbeit auch das Privatleben und das persönliche Verhältnis der beiden Ermittler. Rust ist geschieden und hatte einst seine einzige Tochter bei einem Unfall verloren. Mitunter bringt er seine nihilistische Haltung philosophierend und sehr zu Martys Ärger zum Ausdruck. Marty indes betrügt seine Ehefrau Maggie, indem er eine geheime Affäre mit einer Gerichtsprotokollantin führt. Rust lernt auch Maggie kennen und wird von Marty seines Hauses verwiesen, nachdem er sich ihr seiner Meinung nach unangemessen genähert hat. Die Ermittlungen indes ergeben, dass für den Mord wahrscheinlich der vorbestrafte Reggie Ledoux und DeWall, ein Partner und Verwandter von ihm, verantwortlich sind. Um sie aufzuspüren, beginnt Rust ohne Erlaubnis seines Vorgesetzten einen Undercover-Einsatz bei einer Bande von Drogendealern, unter denen er schon vor Jahren verdeckt ermittelt hatte. Um seine Tarnung nicht zu gefährden, beteiligt sich Rust bei einem Raubüberfall. Als eine Schießerei ausbricht, entkommt Rust mit Martys Hilfe nur knapp der Entdeckung durch die Polizei. Auf einem abgelegenen Stück Land entdecken Rust und Marty die beiden Gesuchten. In dem Haus finden sie zwei entführte und verwahrloste Kinder, von denen eines schon tot ist. Reggie wird von Marty in einem spontanen Akt der Vergeltung erschossen. DeWall stirbt bei einem Fluchtversuch durch seine eigene Sprengfalle. Marty und Rust verschleiern gemeinsam die Todesumstände und lassen Reggies Tod als Folge einer wilden Schießerei erscheinen.
2002 verhört Rust im Gefängnis einen mutmaßlichen Raubmörder, der dabei auch aussagt, dass Reggie Ledoux nicht der Mörder der entführten Mädchen gewesen sei. Als Rust kurz darauf mit Marty zu dem Gefangenen zurückkehrt, liegt dieser nach einem Anruf seines mutmaßlichen Anwalts tot in seiner Zelle, offensichtlich beging er Selbstmord. Daraufhin ermittelt Rust auf eigene Faust weiter und verbindet dabei alte, unaufgeklärte Entführungsfälle mit dem Dora-Lange-Fall von 1995. Offensichtlich gab es neben DeWall und Reggie einen dritten Mann, dieser wird als am Kinn auffällig vernarbt beschrieben. Die Ermittlungen führen Rust zu einer religiösen Stiftung, die einst Dorfschulen finanziert und mutmaßlich Fälle von Kindesmissbrauch vertuschte. Nachdem Rust unerlaubt den Stiftungsleiter befragte, wird er von seinem Vorgesetzten suspendiert. Unterdessen führt Marty eine geheime Liebesaffäre mit einer jungen Frau, die er 1995 als Prostituierte kennengelernt hat, und betrügt Maggie damit abermals. Als diese von der Affäre erfährt, besucht sie verbittert Rust, mit dem sie dabei Geschlechtsverkehr hat. Als Marty vom Sex der beiden erfährt, prügelt er sich mit Rust wutentbrannt vor dem Kommissariat. Rust kündigt seine Arbeit bei der Polizei und die Wege von Rust und Marty trennen sich.
2012 ist Marty geschieden und arbeitet nicht mehr als Polizist, sondern als Privatdetektiv. Von den beiden Detectives Papania und Gilbough werden er und Rust getrennt voneinander über die Ermittlungen im Fall Dora Lange befragt. Papania und Gilbough versuchen, Licht in Unklarheiten jener Ermittlungen zu bringen, ohne jedoch den Befragten ein Fehlverhalten nachweisen zu können. Nach den Befragungen wird Marty erstmals seit zehn Jahren von Rust kontaktiert, der ihn dabei davon überzeugen kann, mit ihm in den unaufgeklärten Entführungen weiter zu ermitteln. Rust ist kürzlich an eine VHS-Aufnahme gelangt, die ein heidnisches Ritual zeigt, in dem eine der entführten jungen Frauen getötet wird. Damit und durch Neubewertung und Kombination früherer Ermittlungsdetails kommen die beiden dem Mann mit dem vernarbten Kinn auf die Spur, der an den Entführungen und rituellen Morden beteiligt war. Er arbeitet seit langem als Maler und war als solcher auch bei den Dorfschulen im Einsatz. Rust und Marty können ihn auf seinem abgelegenen Stück Land aufspüren. Bei seiner Ergreifung werden die beiden von ihm schwer verletzt, ehe Rust ihn erschießt. In einem Krankenhaus erholen sie sich anschließend von ihren Verletzungen.

### Staffel 2
Die zweite Staffel von True Detective spielt im Jahr 2012 in der fiktiven Industriestadt Vinci im Los Angeles County. Die Handlung dreht sich um den Mord an Ben Caspere, ein korrupter Politiker und Geschäftsmann.
Die Ermittlungen führen drei Hauptfiguren:
- Ray Velcoro ist ein Detective des Vinci Police Department, der mit seiner Frau Gena Brune getrennt lebt und einen Sohn hat. Velcoro hat eine dunkle Vergangenheit und ist selbst korrupt.
- Ani Bezzerides ist eine Detective der California Highway Patrol, die in Vinci aufgewachsen ist und eine schwierige Kindheit hatte. Bezzerides ist unabhängig und unbeugsam.
- Paul Woodrugh ist ein Sergeant der California Highway Patrol, der als Kriegsveteran an PTSD leidet. Woodrugh ist ein guter Freund von Bezzerides.

Die drei Ermittler kommen sich schnell in die Quere, da sie alle ihre eigenen Motive haben. Velcoro ist bestrebt, seinen Sohn zu schützen, Bezzerides will die Korruption in Vinci aufdecken und Woodrugh versucht, seine Vergangenheit zu verarbeiten.
Die Ermittlungen führen die Ermittler in die dunklen Abgründe von Vinci, wo sie mit Gewalt, Korruption und Sexhandel konfrontiert werden. Sie müssen sich nicht nur gegen die Mächte des Bösen behaupten, sondern auch gegen ihre eigenen inneren Dämonen.

### Staffel 3
Die dritte Staffel spielt im Jahr 1980 in den Ozarks im Nordwesten von Arkansas. Die Detectives Wayne Hays und Roland West ermitteln dort im Fall der verschwundenen Kinder Will und Julie Purcell. Die beiden Kinder sind spurlos verschwunden, nachdem sie am Nachmittag des 7. November 1980 auf dem Weg zu einem Spielplatz waren.
Die Ermittlungen der beiden Detectives gestalten sich schwierig, da es kaum Hinweise auf den Verbleib der Kinder gibt. Hays und West müssen sich mit der lokalen Bevölkerung auseinandersetzen, die nicht bereit ist, mit ihnen zu kooperieren. Außerdem geraten sie in Konflikt mit der örtlichen Polizeibehörde, die den Fall zu vertuschen versucht.
Im Laufe der Ermittlungen stoßen Hays und West auf eine Reihe von Hinweisen, die sie auf die Spur einer Verschwörung führen. Sie vermuten, dass die Kinder von einer einflussreichen Familie entführt und getötet wurden.
Die Handlung der Staffel spielt sich auf drei verschiedenen Zeitebenen ab: 1980, 1990 und 2015. In der Gegenwart ist Hays ein alter Mann, der an Demenz leidet. Er versucht, die Geschehnisse von damals noch einmal zu rekonstruieren, um sein Gewissen zu beruhigen.

### Staffel 4 (Night Country)
Die vierte Staffel trägt den Untertitel Night Country und spielt in der fiktiven Kleinstadt Ennis im nördlichen Alaska, wo kurz vor Weihnachten die Polarnacht Einzug hält und acht Männer der arktischen Forschungsstation Tsalal zunächst spurlos verschwinden. Diese Welt aus Eis und Schnee, permanenter Dunkelheit und bitterer Kälte scheint vielen Menschen dort, die größtenteils für ein Bergbauunternehmen und dessen Zulieferer arbeiten, erheblich zuzusetzen.
Im Mittelpunkt der Ermittlungen stehen:
- Liz Danvers (gespielt von Jodie Foster) ist Leiterin der örtlichen Polizei und eine erfahrene Detektivin, die für ihre stoische Art und ihre scharfe Beobachtungsgabe bekannt ist. Sie kämpft mit persönlichen Dämonen und sucht in diesem Fall nach Erlösung.
- Evangeline Navarro (gespielt von Kali Reis) ist eine junge Landespolizistin, die dem indigenen Volk der Iñupiat angehört und mit den lokalen Traditionen und der Geschichte Alaskas vertraut ist. Sie ist mutig und unerschrocken und will Gerechtigkeit für die Opfer, insbesondere für eine junge indigene Frau, die einige Zeit zuvor ermordet wurde.

Die Handlung spielt in zwei Zeitebenen (2019 und 1999).

## Entstehung

### Entwicklung und Produktion
Im April 2012 gab HBO eine erste Staffel mit acht Episoden in Auftrag. Der Schöpfer der Fernsehserie, Nic Pizzolatto, schrieb das Drehbuch für alle Folgen, während Cary Joji Fukunaga Regie führte; beide sind zusätzlich Executive Producer und Pizzolatto Showrunner. Die erste Staffel spielt in der Küstenebene von Südlouisiana, in der sie auch in knapp einhundert aufeinanderfolgenden Tagen auf 35-mm-Film gefilmt wurde. Die Hauptrollen in der ersten Staffel übernahmen Matthew McConaughey und Woody Harrelson; weitere tragende Rollen übernahmen Michelle Monaghan, Michael Potts und Tory Kittles.
Im Mai 2014 gab Drehbuchautor Nic Pizzolatto bekannt, eine zweite Staffel mit drei Hauptrollen zu produzieren. Für diese zweite Staffel wurden im September 2014 Colin Farrell und Vince Vaughn sowie im Oktober 2014 Taylor Kitsch für Hauptrollen verpflichtet.
Der Vorspann der ersten Staffel wurde von Elastic entworfen und Patrick Clair führte Regie. Der Vorspann wurde mit dem Creative Arts Emmy ausgezeichnet.
Die Fernsehserie nutzt ein Format, bei dem jede Staffel über eine neue Rollenbesetzung und Handlung verfügt, was im Allgemeinen als Anthologieserie bezeichnet wird.
Im Juli 2016 bestätigte HBO die theoretische Möglichkeit einer dritten Staffel, an der Pizzolatto allerdings nicht als Hauptdrehbuchautor, sondern eher in einer beratenden Funktion beteiligt sein würde.
Im März 2017 wurde angekündigt, dass Pizzolatto die ersten beiden Folgen einer (potenziellen) dritten Staffel geschrieben hat. Zudem wirkte Deadwood-Produzent David Milch an der neuen Staffel mit. Zur Besetzung der dritten Staffel wurden im Sommer 2017 Oscar-Gewinner Mahershala Ali sowie im Januar 2018 Stephen Dorff präsentiert.
Kurz nach dem Erscheinen der vierten Staffel wurde publik, dass die Serie um eine fünfte Staffel verlängert wird, welche, wie bereits Night Country, durch Issa López verantwortet wird.

### Einflüsse und Inspirationen
Neben den offenkundigen Einflüssen und Inspirationen von Pulp-Detective-Erzählungen, beinhaltet True Detective Elemente und Thematiken vom Weird-Fiction-Horror-Genre. Dazu gehören direkte Zitate von Robert W. Chambers’ Buch Der König in Gelb (The King in Yellow) aus dem Jahr 1895 und Dialogzeilen, direkt inspiriert vom Kulthorrorautor Thomas Ligotti. Der Drehbuchautor und Showrunner, Nic Pizzolatto, bestätigte und kommentierte diese Einflüsse in einem Interview mit dem Wall Street Journal. Im selben Artikel empfiehlt Pizzolatto die zeitgenössischen Horrorautoren Karl Edward Wagner, Laird Barron, John Langan, Simon Strantzas und die Anthologie A Season in Carcosa. Pizzolatto erwähnt zudem, dass er von den nihilistischen Philosophien der Bücher Confessions of an Antinatalist von Jim Crawford, Nihil Unbound von Ray Brassier, In the Dust of This Planet von Eugene Thacker und Better Never to Have Been von David Benatar beeinflusst worden sei. Der Wall-Street-Journal-Journalist Michael Calia hat dazu Kommentare und Analysen veröffentlicht, genau wie die Website io9. Interesse an der Verbindung zu Chambers führte zum Aufstieg des Buchs The King in Yellow in die Top-10 der Bestseller auf Amazon.com im Februar 2014. Zudem gab es Diskussionen über den möglichen Einfluss der Comicautoren Alan Moore und Grant Morrison auf die Handlung und Philosophie der Serie, wie von Sam Adams bei Indiewire analysiert wurde, basierend auf einem Zitat Pizzolattos in The Courier-Journal aus dem Jahr 2010. Der Regisseur und Executive Producer Fukunaga bekundete Interesse am surrealistischen Filmemacher David Lynch und nannte Lynchs Twin Peaks als Einfluss.

## Besetzung und Synchronisation
Die deutsche Synchronisation entstand für die erste Staffel durch die Synchronfirma Taurus Media Synchron in München, ab der zweiten Staffel bei der Berliner TaunusFilm Synchron. Dialogregie führten Henning Stegelmann (Staffel 1), Stefan Fredrich, Rainer Martens (beide Staffel 2), Nadine Geist (Staffel 3) und Gundi Eberhard (Staffel 4). Als Dialogbuchautoren fungierten Tobias Neumann (Staffeln 1 und 2), Nadine Geist (Staffel 3) und Ulrich Georg (Staffel 4).

### Staffel 1
| Schauspieler        | Rollenname              | Synchronsprecher     |
| ------------------- | ----------------------- | -------------------- |
| Matthew McConaughey | Rustin „Rust“ Cohle     | Benjamin Völz        |
| Woody Harrelson     | Martin „Marty“ Hart     | Thomas Nero Wolff    |
| Michelle Monaghan   | Maggie Hart             | Kathrin Simon        |
| Michael Potts       | Maynard Gilbough        | Ole Pfennig          |
| Tory Kittles        | Thomas Papania          | Alexander Brem       |
| J. D. Evermore      | Bobby Lutz              | Mark Kuhn            |
| Dana Gourrier       | Cathleen                | Dana Geissler        |
| Joe Chrest          | Chris Demma             | Matthias Kupfer      |
| Dane Rhodes         | Favre                   | Gerd Meyer           |
| Madison Wolfe       | Audrey Hart (Kind)      | Julika Klaffs        |
| Erin Moriarty       | Audrey Hart (Teenager)  | Lea Kalbhenn         |
| Meghan Wolfe        | Maisie Hart (Kleinkind) | Enola Fladée         |
| Brighton Sharbino   | Maisie Hart (Kind)      | Giulia Roda          |
| Alexandra Daddario  | Lisa Tragnetti          | Kathrin Gaube        |
| Kevin Dunn          | Ken Quesada             | Frank-Otto Schenk    |
| Don Yesso           | Speece                  | Andreas Borcherding  |
| Jackson Beals       | Mark Daughtry           |                      |
| Jim Klock           | Ted Bertrand            | Mike Carl            |
| Garrett Kruithof    | Jimmy Dufrene           |                      |
| Michael J. Harney   | Steve Geraci            | Walter von Hauff     |
| Brad Carter         | Charlie Lange           | Gerrit Schmidt-Foß   |
| Simmons Nadine      | Beth Lili               | Zaddam Leopold       |
| Jay O. Sanders      | Billy Lee Tuttle        | Michael Schwarzmaier |
| Shea Whigham        | Joel Theriot            | Michael Iwannek      |
| Alyshia Ochse       | Lucy                    | Sarah Riedel         |
| Glenn Fleshler      | Errol Childress         | Stefan Günther       |
| Charles Halford     | Reggie Ledoux           | Torben Liebrecht     |
| Joseph Sikora       | Ginger                  | Marco Kröger         |

### Staffel 2
| Schauspieler       | Rollenname                       | Synchronsprecher          |
| ------------------ | -------------------------------- | ------------------------- |
| Colin Farrell      | Raymond „Ray“ Velcoro            | Florian Halm              |
| Vince Vaughn       | Frank Semyon                     | Stefan Fredrich           |
| Rachel McAdams     | Antigone „Ani“ Bezzerides        | Ranja Bonalana            |
| Taylor Kitsch      | Paul Woodrugh                    | Alexander Doering         |
| Kelly Reilly       | Jordan Semyon                    | Traudel Sperber           |
| Michael Irby       | Elvis Ilinca                     | Sebastian Christoph Jacob |
| Afemo Omilami      | Holloway                         | Axel Lutter               |
| Leven Rambin       | Sophia                           | Nicole Hannak             |
| Riley Smith        | Steve Mercier                    | Gerrit Hamann             |
| Adria Arjona       | Emily                            | Kathrin Neusser           |
| James Frain        | Kevin Burris                     | Thomas Schmuckert         |
| Yara Martinez      | Andrea                           | Katrin Zimmermann         |
| Christian Campbell | Richard Brune                    | Kim Hasper                |
| Chris Kerson       | Nails                            | Tobias Lelle              |
| Abigail Spencer    | Alicia Brune                     | Melanie Hinze             |
| Michael Hyatt      | Katherine Davis (Gegenwart)      | Almut Zydra               |
| Michael Hyatt      | Colleen Thompson (Vergangenheit) | Almut Zydra               |
| Lolita Davidovich  | Nancy Simpson                    | Arianne Borbach           |

### Staffel 3
| Schauspieler      | Rollenname               | Synchronsprecher     |
| ----------------- | ------------------------ | -------------------- |
| Mahershala Ali    | Wayne Hays               | Marios Gavrilis      |
| Carmen Ejogo      | Amelia Reardon           | Katrin Zimmermann    |
| Stephen Dorff     | Roland West              | Jan-David Rönfeldt   |
| Scoot McNairy     | Tom Purcell              | Tim Moeseritz        |
| Ray Fisher        | Henry Hays (Erwachsener) | Paul Matzke          |
| Isaiah C. Morgan  | Henry Hays (Kind)        | Jaron Müller         |
| Mamie Gummer      | Lucy Purcell             | Maria Koschny        |
| Josh Hopkins      | Jim Dobkins              | Sven Gerhardt        |
| Jodi Balfour      | Lori                     | Maria Sumner         |
| Deborah Ayorinde  | Becca Hays               |                      |
| Rhys Wakefield    | Freddy Burns             | Max Felder           |
| Michael Greyeyes  | Brett Woodard            | Tobias Müller        |
| Jon Tenney        | Alan Jones               | Matthias Klie        |
| Brett Cullen      | Gerald Kindt             | Sven Brieger         |
| Sarah Gadon       | Elisa Montgomery         | Marie-Isabel Walke   |
| Emily Nelson      | Margaret                 |                      |
| Brandon Flynn     | Ryan Peters              |                      |
| Michael Graziadei | Dan O'Brien              | Tim Sander           |
| Scott Shepherd    | Harris James             | Gerald Schaale       |
| Michael Rooker    | Edward Hoyt              | Jan Spitzer          |
| Steven Williams   | Junius                   | Klaus-Dieter Klebsch |

### Staffel 4
| Schauspieler          | Rollenname         | Synchronsprecher   |
| --------------------- | ------------------ | ------------------ |
| Jodie Foster          | Liz Danvers        | Hansi Jochmann     |
| Kali Reis             | Evangeline Navarro | Aline Staskowiak   |
| Fiona Shaw            | Rose Aguineau      | Katharina Lopinski |
| Finn Bennett          | Peter Prior        | Tim Schwarzmaier   |
| Isabella Star LaBlanc | Leah Danvers       | Marie Hinze        |
| Christopher Eccleston | Ted Connelly       | Bernd Vollbrecht   |
| John Hawkes           | Hank Prior         | Stefan Krause      |
| Dervla Kirwan         | Kate McKitterick   | Agnes Hilpert      |
| Anna Lambe            | Kayla Malee        | Maximiliane Häcke  |
| L’xeis Diane Benson   | Bee                | Ilona Schulz       |
| Aka Niviâna           | Julia Navarro      | Victoria Frenz     |
| Joel D. Montgrand     | Eddie Quavvik      | Dennis Schmidt-Foß |
| Owen McDonnell        | Raymond Clark      | Leonhard Mahlich   |
| Nivi Pedersen         | Annie Kowtok       | Runa Aléon         |

## Veröffentlichung
Die Ausstrahlung der aus acht Episoden bestehenden ersten Staffel begann in den Vereinigten Staaten am 12. Januar 2014 bei HBO. Die deutschsprachige Premiere fand am 17. April 2014 auf Sky Atlantic HD statt. Eine Veröffentlichung auf Blu-ray und DVD fand in den USA am 10. Juni 2014, in Deutschland am 4. September desselben Jahres, jeweils durch Warner Home Video, statt.
Die zweite Staffel wurde in den USA vom 21. Juni bis zum 9. August 2015 auf HBO ausgestrahlt; in Deutschland lief sie vom 17. September bis zum 5. November 2015 auf Sky Atlantic HD. Auf DVD und Blu-Ray fand eine Veröffentlichung am 5. Januar (USA) bzw. 28. Januar 2016 (Deutschland) statt.
Die Ausstrahlung der dritten Staffel erfolgte in den USA vom 13. Januar bis zum 24. Februar 2019; in Deutschland wird sie seit dem 14. Januar 2019 auf Sky Atlantic HD gezeigt. Die Veröffentlichung auf physischem Datenträger erfolgte in den USA am 3. September 2019, in Deutschland am 5. September.
| Staffel | Episoden | Erstveröffentlichung (HBO) | Deutschsprachige Erstveröffentlichung       | Deutschsprachige Heimkino-Veröffentlichung (DVD, Blu-ray) |
| ------- | -------- | -------------------------- | ------------------------------------------- | --------------------------------------------------------- |
| 1       | 8        | 12. Jan. bis 9. März 2014  | 17. Apr. bis 5. Juni 2014 (Sky Atlantic HD) | 4. Sep. 2014                                              |
| 2       | 8        | 21. Juni bis 9. Aug. 2015  | 17. Sep. bis 5. Nov. 2015 (Sky Atlantic HD) | 28. Jan. 2016                                             |
| 3       | 8        | 13. Jan. bis 24. Feb. 2019 | 14. Jan. bis 4. März 2019 (Sky Atlantic HD) | 5. Sep. 2019                                              |
| 4       | 6        | 14. Jan. bis 18. Feb. 2024 | 15. Jan. bis 19. Feb. 2024 (WOW, Sky Go)    | 8. Aug. 2024                                              |

## Kritik
|                               | Staffel | Staffel | Staffel | Staffel |
| Bewertungsdienst              | 1       | 2       | 3       | 4       |
| ----------------------------- | ------- | ------- | ------- | ------- |
| Rotten Tomatoes (Tomatometer) | 91 %    | 47 %    | 84 %    | 92 %    |
| Metacritic (Metascore)        | 87/100  | 61/100  | 72/100  | 81/100  |
| Filmdienst                    | [ 35 ]  | [ 36 ]  | [ 37 ]  | [ 38 ]  |

### Staffel 1
Die erste Staffel von True Detective erhielt sehr positive Kritiken.
David Wiegand vom San Francisco Chronicle schrieb: „Die Dialoge sind wortgewaltig, anschaulich und provokant, und sie tragen ihren Teil zur schauerlichen Grundstimmung der Serie bei. Regisseur Cary Joji Fukunaga nutzt die Louisiana-Drehorte hervorragend und gibt ihnen damit den gleichen Stellenwert in Bezug auf die Handlung wie die Figuren Cohle und Hart. Alle Darbietungen sind grandios, doch die von McConaughey und Harrelson sind eine Klasse für sich.“ Robert Lloyd von der Los Angeles Times lobte das Format der Serie: „Wir sehen die Rückkehr der Miniserie, wiedergeboren aus dem Staffelhandlungsbogen über acht bis 13 Stunden. Ohne Eile, zum Ende zu kommen, gibt es Zeit für langsames, detailliertes Geschichtenerzählen mit viel Zeit für Unterhaltungen und Stille.“ Alan Sepinwall von HitFix lobte die Darbietungen und den Dialog und schrieb: „Die zwei Hauptdarbietungen sind so kräftig, der Dialog so aufrüttelnd und der Stil so intensiv […].“
Auch die deutschsprachigen Medien schrieben überwiegend positiv über die Serie. Die Wochenzeitung Die Zeit lobte durch Christopher Pramstaller die Fernsehserie: „True Detective könnte eine neue Vorlage zu einer Art Autoren-Serie werden. Denn manche Geschichten verdienen es, so ausführlich erzählt zu werden.“ Die Frankfurter Allgemeine Zeitung (FAZ) bezeichnete die Serie als „die beste Krimi-Serie des Jahres“ und lobte die Darsteller, „es müsste mit dem Teufel zugehen, räumten McConaughey und Harrelson für ihre Rollen keine Preise ab“. Das Internetportal GIGA schrieb, True Detective sei „ein Meilenstein in der Entwicklung von Film und Fernsehen“ und, dass es „das Kino neu“ erfinde.
Das Branchenportal Serienjunkies.de vergab für die Auftaktepisode The Long Bright Dark die Höchstwertung von 5 Sternen:

„Der Pilotepisode der von großem medialen Interesse begleiteten HBO-Dramaserie True Detective gelingt es nahezu perfekt, Tonalität, Milieu und Figuren zu etablieren. Feine Ironie konterkariert dabei die etwas zu dick aufgetragenen philosophischen Exkurse.“

### Staffel 2
Die zweite Staffel wurde gemischt aufgenommen.
Nina Rehfeld bezeichnet die zweite Staffel in der Frankfurter Allgemeinen Zeitung als „sehenswert“ und bis in die Nebenrollen „hochkarätig besetzt“. Weiter schreibt sie, dass die Staffel „etwas schwerfälliger konstruiert ist als die erste [...] und wenn auch die Dialoge etwas schwächeln, mag die Übereinkunft der amerikanischen Kritik, dies alles reiche an Staffel eins nicht heran, verfrüht sein.“
Rolling-Stone-Redakteur Sean T. Collins rügt insbesondere die Dialogzeilen von Vaughn, die „niemand außerhalb eines schlechten Batman-Comics oder zweitklassigen Grand-Theft-Auto-Kopie hören müssen sollte“. Außerdem wäre das Mysterium selbst zum einen weit schwieriger zu enträtseln und zum anderen weit weniger mysteriös. Trotzdem übe die Staffel eine „seltsame Form von Anziehung“ aus.

### Staffel 3
Carolin Ströbe verrät in ihrer Besprechung in Die Zeit, dass lange unklar war, ob es überhaupt eine dritte Staffel gebe und Pizzolatto selbst in seinem ersten Einzelinterview seit vier Jahren zugegeben habe, er habe einfach an einer Idee geschrieben und erst auf Seite 40 des Drehbuchs gemerkt, dass daraus wieder ein True Detective werden könnte. „Ein echter True Detective dürfte, zumindest nach der Definition vieler Fans, nicht weniger sein, als die große amerikanische Erzählung über den Kampf zwischen Tradition und Moderne, zwischen Glauben und Vernunft, zwischen Moral und Machtstreben. Zwei Polizisten, deren Tun und Lassen Auskunft gibt, wie es um die USA bestellt ist. Wird die neue dritte Staffel nun diesem Anspruch gerecht? Durchaus [...]“
Auch Nina Rehfeld (FAZ) beginnt ihre Rezension mit einem Blick zurück auf die gemischte Resonanz auf die zweite Staffel: „Man muss daher den Hut ziehen, dass sich HBO nicht entmutigen ließ und nun eine dritte Staffel folgen lässt. Programmchef Michael Lombardo hatte nach der zweiten Staffel die Schuld auf sich genommen. Er habe Pizzolatto zur Eile gedrängt, anstatt ihm die Zeit zu geben, die Geschichte zu entwickeln: 'Wir hatten einen Riesenerfolg, und ich wollte das gleich noch mal haben.' [...] 'True Detective 3' erzählt weniger von einem Kriminalfall denn von der Suche nach Identität in den amerikanischen Südstaaten, in denen Rassismus so tief verwurzelt ist, dass er noch in scheinbaren Nebensächlichkeiten zum Ausdruck kommt. Das von Alis Figur zitierte Einstein-Wort, Vergangenheit, Gegenwart und Zukunft seien nur eine hartnäckige Illusion, wird bestätigt und doch widerlegt, dafür steht nicht nur das Schicksal des Polizisten Hays.“

### Staffel 4
Die vierte Staffel von True Detective erhielt generell gute Kritiken und erfreute sich gerade bei den Zuschauerinnen und Zuschauern großer Beliebtheit. Die Medienkritiken sind unterschiedlicher. So sieht Oliver Kaever von Der Spiegel die vierte Staffel als gelungenen Neustart der neuen Regisseurin und Autorin Issa López. Zwar bleibe die philosophische Kernfrage, wie Menschen die Aussicht auf einen sicheren Tod und zahlreiche Verletzungen an Leib und Seele überstehen können, um weiterzumachen dieselbe. „Gleichzeitig ist López ein grandioser feministischer Thriller gelungen, in dem Frauen in jeder Hinsicht die treibende Kraft sind. Vielleicht lässt sich dadurch das wesentlich positivere Ende erklären, das »True Detective: Night Country« findet. In den vorherigen Staffeln waren die Männer so verhärtet und unwillig, sich ihrem Innenleben zuzuwenden, dass die Lösung der Fälle zu spät kam, um noch heilend wirken zu können.“ Das sei willkommenes Neuland zu den ersten Staffeln, in denen „Männer ihre eigenen Verletzungen unter einer ruppigen Machoattitüde verbargen.“
Doch es gibt auch kritische Stimmen. Obwohl Der Spiegel den neuen Genre-Mix zwischen Horror und Thriller interessant findet, bemängeln Ronny Rüesch und Axel Max von N-tv, dass die Macher die Zuschauer leider von der ersten Minute an beeindrucken wollen und sich dabei nicht einig geworden seien, welches Genre sie bedienen möchten: „Der vierte Fall startet als kruder Mix aus "Tatort" und "Akte X" mit einem Hauch "Twin Peaks". Dass dabei so ziemlich alle Charaktere unsympathisch sind und die Story unglaubwürdig konstruiert wirkt, macht den Auftakt nicht besser.“ Dieser Meinung ist auch Bjarne Bock vom Onlineportal Serienjunkies, der zwar die Atmosphäre und die Schauspielleistungen von Jodie Foster und Kali Reis lobt, aber die Stringenz des Storytellings im Staffelfinale anprangert: „Viele dieser Enthüllungen sind enttäuschend oder geradezu unglaubwürdig. Ein holpriger Abschluss, der insgesamt die Probleme der Season in sich selbst ein letztes Mal widerspiegelt.“

## Auszeichnungen (Auswahl)
Emmy
- 2014: Nominierung in der Kategorie Beste Dramaserie
- 2014: Nominierung in der Kategorie Bester Hauptdarsteller in einer Dramaserie für Woody Harrelson
- 2014: Nominierung in der Kategorie Bester Hauptdarsteller in einer Dramaserie für Matthew McConaughey
- 2014: Auszeichnung in der Kategorie Beste Regie bei einer Dramaserie für Cary Fukunaga (Episode Who Goes There)
- 2014: Nominierung in der Kategorie Bestes Drehbuch bei einer Dramaserie für Nic Pizzolatto (Episode: The Secret Fate Of All Of Life)

Golden Globe Award
- 2015: Nominierung in der Kategorie Beste Mini-Serie oder TV-Film
- 2015: Nominierung in der Kategorie Bester Hauptdarsteller – Mini-Serie oder TV-Film für Woody Harrelson
- 2015: Nominierung in der Kategorie Bester Hauptdarsteller – Mini-Serie oder TV-Film für Matthew McConaughey
- 2015: Nominierung in der Kategorie Beste Nebendarstellerin – Serie, Mini-Serie oder TV-Film für Michelle Monaghan